# Plestiodon septentrionalis
Plestiodon septentrionalis е вид влечуго от семейство Сцинкови (Scincidae).

## Разпространение
Видът е разпространен в Канада и САЩ.